# Tereza Jinochová
Tereza Jinochová (* 1992, Neratovice) je česká modelka a účastnice soutěží krásy.

## Osobní život
Tereza Jinochová pochází z Neratovic. V letech 2003–2011 studovala na osmiletém Gymnáziu Františka Palackého v Neratovicích. Nyní[kdy?] studuje na Pedagogické fakultě Univerzity Karlovy magisterský obor Učitelství pro 1. stupeň ZŠ ve studijním programu Učitelství pro základní školy. Působí jako praktikantka na speciální škole. Zajímá se o děti s Downovým syndromem či autismem.
Od 5 let se závodně věnuje společenským tancím a je finalistka Mistrovství České republiky ve standardních tancích. Organizavala Krajské taneční soutěže škol. Je lektorkou zumby pro děti a dospělé.[zdroj?]

## Soutěže Miss
Tereza Jinochová se účastnila několika soutěží krásy. Na většině z nich se umístila na předních pozicích.
- Miss Jihlava Open 2009 – Miss Internet[2]
- Miss Princess of the World Czech Republic 2010 – Miss Foto[3]
- Miss Praha Open 2010 – I. vicemiss[4]
- Supermiss 2012 – III. Supermiss
- Miss Univerzity Karlovy 2012 – Miss Internet[1]
- Miss Academia 2012 – finalistka
- Miss Czech Press 2014 – Miss Sympatie